# Sigma (Capiz)
Sigma (Bayan ng Sigma) är en kommun i Filippinerna. Kommunen ligger på ön Panay, och tillhör provinsen Capiz. Folkmängden uppgår till 27 366 invånare.

## Barangayer
Sigma är indelat i 21 barangayer.
| - Acbo - Amaga - Balucuan - Bangonbangon - Capuyhan - Cogon - Dayhagon - Guintas - Malapad Cogon - Mangoso - Mansacul | - Matangcong - Matinabus - Mianay - Oyong - Pagbunitan - Parian - Pinamalatican - Poblacion Norte - Poblacion Sur - Tawog |